# Бужанська сільська територіальна громада
Бужа́нська сільська об'єднана територіальна громада — об'єднана територіальна громада в Україні, в Лисянському районі Черкаської області. Адміністративний центр — село Бужанка.
Населення громади становить 3330 осіб (2018).
Утворена 27 серпня 2018 року шляхом об'єднання Бужанської, Жаб'янської, Кам'янобрідської, Тихонівської, Яблунівської сільських рад Лисянського району. Перші вибори відбулись 23 грудня 2018 року.
Згідно з розпорядженням Кабінету Міністрів України від 12.06.2020 № 728-р до складу громади була включена Погибляцька сільська рада Лисянського району.

## Склад
До складу громади входять:
| Населений пункт     | Населення, осіб (2001) |
| ------------------- | ---------------------- |
| Бужанка, село       | 1645                   |
| Жаб'янка, село      | 560                    |
| Кам'яний Брід, село | 1021                   |
| Кучківка, село      | 69                     |
| Погибляк, село      | 434                    |
| Тихонівка, село     | 313                    |
| Яблунівка, село     | 550                    |
| Дубина, селище      | 56                     |